# 韦斯特兰
韦斯特兰（荷蘭語：Westland，荷蘭語：[ˈʋɛstlɑnt] ⓘ）是荷兰南荷兰省的一个市镇。辖区90.59 km²（其中10.69 km²为水面），2004年人口97,270。韦斯特兰于2004年1月1日由原市镇德利尔（De Lier）、斯赫拉芬赞德（'s-Gravenzande）、蒙斯特（Monster）、纳尔德韦克（Naaldwijk）以及瓦特灵恩（Wateringen）合併而成。